# José Moncayo
José Moncayo Cubas (Málaga, 22 de junio de 1863-Madrid, 10 de octubre de 1941) fue un actor, empresario y director de teatro español.

## Biografía
Nacido en Málaga, de familia artística ya que fue nieto de Pedro Cubas, actor y cantante afrancesado, y fue hijo de la actriz de carácter Manuela Cubas y hermano de Manuel Moncayo Cubas, escritor y autor teatral. Comenzó a trabajar a los once años como segundo apunte de la compañía de los bufos madrileños de Francisco Arderíus. Luego ingresó como corista a la compañía de Guillermo Cereceda, y tras unos años ya en Madrid, comienza como actor y gran caricato a destacar con obras como Cepa Club (1894), al que le siguen mejores papeles y empieza a destacar con éxitos, en los principales papeles cómicos, de las principales zarzuelas de la década final del siglo XIX. Sus creaciones en La Revoltosa, La verbena de la Paloma, El cabo primero, La alegría del batallón y muchas otras se hicieron míticas en la historia del Teatro Apolo donde fue un personaje muy querido.

### Vida personal
Se conoce por la prensa, que era gran aficionado al juego y que se tragó una bola de acero de la ruleta, teniendo que ser operado porque según dijo "Para que no hiciese más daño a nadie esta bola". También se conoce que era muy aficionado a rodearse de mujeres y sobre todo a partir de la aparición suya en el género de revista, lo que atestigua la boda con su segunda esposa a la que doblaba en edad.

## Actuaciones teatrales

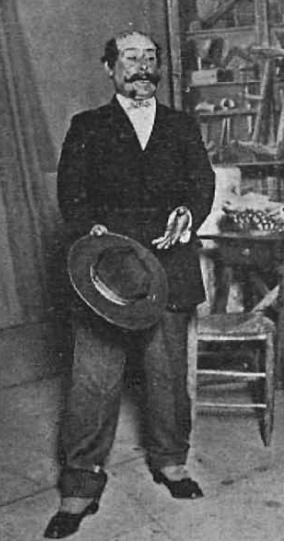
José Moncayo en una escena de la obra El amo de la calle, de Carlos Arniches (1910)

Sus estrenos solo en el género chico son innumerables: Campanero y sacristán (1895) estrenada en el teatro Circo de Rivas, La viejecita (1897), La guardia amarilla, El juicio oral, Los borrachos, La barcarola, El barbero de Sevilla (1901), Los mosqueteros 1906, para acabar aquel año con La noche de reyes de José Serrano Simeón en el Teatro de la Zarzuela, El gallo de la pasión de los dos Joaquín Valverde. La temporada de 1908 es contratado en el teatro Apolo y consigue un triunfo único con La alegría del batallón luego estrena El hombre pañuelo y Los hombres alegres (1909) de Vicente Lleó Balbastre. Después llegan allí: El trust de los tenorios de José Serrano Simeón, El palacio de los duendes de Sinesio Delgado y Amadeo Vives, Lorenzín o el camarero del "cine", Sangre y arena de Pablo Luna (1910), La suerte de Isabelita (1911), El chico del cafetín de Rafael Calleja Gómez, Solico en el mundo obra para su beneficio (1911), La bella Olimpia, Por peteneras, La mujer romántica (1912), Las hijas de Lemos (1912), El príncipe casto (1912), Diana la cazadora (1915), Serafín el pinturero (1916), El fresco de Goya.
En 1926 formó compañía de zarzuela con Salvador Videgain García, reponiendo en el teatro Cisne primero, y luego tras rebautizarlo con un homenaje a Federico Chueca después, la mayoría de joyas del género lírico español. Los años posteriores derivo hacia géneros como la revista y la comedia musical en que consiguió algunos éxitos importantes. Volvió incluso al teatro Chueca en agosto de 1927 para estrenar la revista-opereta Las aviadoras.

### Actor de revista
José en la decadencia del género zarzuelero se ve trabajando con éxito la revista en el teatro Apolo, Las castañeras (1915) con música de Jerónimo Jiménez. En los años veinte ante la escasez de estrenos de zarzuelas se ve obligado a trabajar en el género de la revista en el que conseguirá grandes éxitos, haciéndose una figura mítica en el teatro Martín y Romea. ¡Como están las mujeres! de Pablo Luna (1932), Al cantar el gallo (1935) teatro Romea junto a Alady, Laura Pinillos y José Álvarez "Lepe".

### Actuaciones fuera de España

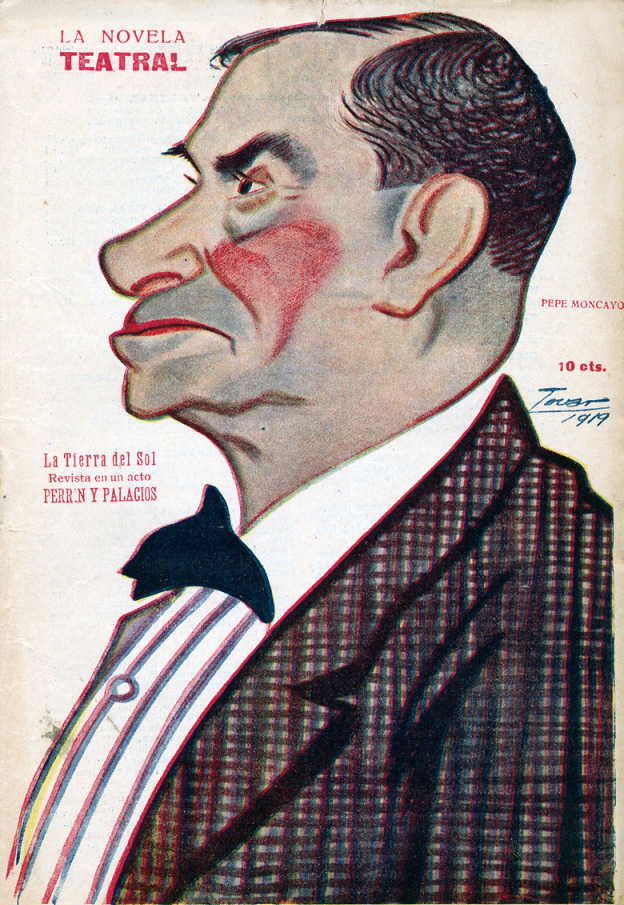
Caricaturizado por Tovar

Durante los años de 1900 a 1920, José Moncayo ha consolidado ya una gran fama de figura cómica en la escena como zarzuelero, son muchos los contratos que le llegan de América y algunos de ellos a pesar de la gran cantidad del salarió para la época son aceptados. Como toda una estrella y aburrido de más estrenos que ya no necesitaba decide embarcarse por un mejor salario, estos viajes salen por la prensa y en libros recordándolos. Como uno de los grandes los alterna con sus idas y vueltas al teatro Apolo en 1907, 1909 y 1912. En ese último año la prensa se hizo eco de su viaje a Buenos Aires, para hacer su presentación en el antiguo Teatro San Martín.

## Películas
- La revoltosa dirigida por Florián Rey (versión muda), 1926.

## Homenajes
Muchos fueron los homenajes que este artista recibió a lo largo de su vida, dado a la gran simpatía que supo granjearse entre su público, no podía en ocasiones pasear ni por la calle de la que se formaba. Recibía beneficios u homenajes todas las temporadas en las que actuaba, en 1911 en la del beneficio del teatro Apolo recibió un pase para los toros de regalo del empresario de la plaza de Madrid y este obsequió a todos sus compañeros con otro, pero en 1924 se le ofreció un gran homenaje del pueblo de Madrid, recordándole sus éxitos en la zarzuela y en especial a la levita de Don Hilarión. No acabaron con ese ni mucho menos los homenajes en 1939 en el teatro Calderón de Madrid se le concedió un homenaje a toda su trayectoria.